# 山田要平
山田 要平（やまだ ようへい、1988年10月9日 - ）は、日本の元男子バレーボール選手、指導者である。

## 来歴
山形県南陽市出身。10歳の頃、スポーツ少年団にバレーボールしかなかったことを理由にバレーボールを始める。
山形南高等学校、順天堂大学を経て、大分三好ヴァイセアドラーに入団。
2015年、FC東京に移籍。大分三好同期入団の橘裕也も2シーズン前にFC東京に移籍している。
2020-21シーズン、2021年3月21日の堺ブレイザーズ戦でVリーグ通算230試合出場を達成し、Vリーグ栄誉賞を受賞した。
2021-22シーズン終了をもってFC東京を退団。移籍希望をしていたが、現役は続行せず、V3所属の千葉ZELVAのコーチに就任した。2022年末より、V.LEAGUEに同チームの選手として登録された。
2024年、千葉ZELVA（現千葉ドット）の監督に就任した。

## 受賞歴
- 2021年 - 2020-21 V.LEAGUE DIVISION1 Vリーグ栄誉賞（Vリーグ通算10シーズン以上、230試合以上出場）

## 所属チーム
- 山形南高等学校 （2004-2007年）
- 順天堂大学 （2007-2011年）
- 大分三好ヴァイセアドラー （2011-2015年）
- FC東京（2015-2022年）
- 千葉ZELVA（2023-2024年）